# David Lidov
David Lidov (* 1. September 1941 in Portland/Oregon) ist ein US-amerikanischer Komponist, Hochschullehrer und Musiktheoretiker.

## Leben
Lidov studierte bis 1965 Komposition bei Otto Luening an der Columbia University, wo er als Student 1964 eine Sinfonie komponierte und das Orchester der Universität dirigierte. Von 1968 bis 1970 arbeitete er am Lower Canada College in Montreal und dirigierte den Montreal Jewish Folk Choir. Ab 1971 unterrichtete er an der York University Komposition und Musiktheorie.
Über den Einsatz von Computern bei der Komposition kam er zu Fragen des Zusammenhanges von Musik und Semiotik. Er veröffentlichte Schriften zur experimentellen Psychologie, zur Theorie der Semiotik und zur Anwendung der Semiotik in der Musik. 1999 erschien sein Buch Elements of Semiotics, 2004 die Sammlung Is Language a Music?. Er schrieb Beiträge zur Oxford Encyclopedia of Semiotics and Cultural Studies und wurde Präsident des Toronto Semiotic Circle.
Das kompositorische Werk Lidovs besteht hauptsächlich aus Kammermusik, Liedern (nach Texten von William Butler Yeats, E. J. Pratt, William Blake, John Robert Colombo und anderen) und Chorwerken, wobei er sein Material in freier atonaler Weise bearbeitet. Seine Kompositionen wurden in Nord- und Südamerika und in Europa aufgeführt. Christopher Weait und Monica Gaylord nahmen seine Fantasy für Fagott und Klavier auf.

## Werke
- Larghetto and Allegretto, 1962
- "The Jewel Stairs' Grievance" (Text: Li Bai/Ezra Pound) für Sopran, Flöte und Holzblöcke, 1963
- Markup. Introduction, intervention and coda for the Fantasy für Viola solo, 1964
- Fantasy für Viola solo, 1964
- Symphony für Orchester, 1965
- Three Dutiful Songs (Texte von Henry David Thoreau, Ralph Waldo Emerson und Robert Frost) für Sopran und Klavier,
- Crazy Jane's Songs (Text von William Butler Yeats) für Sopran oder Mezzosopran und Klavier oder Tenor und Holzbläserquintett, 1965
- Sonata für Klavier, 1966
- Sonatina für Trompete und Klavier, 1969
- The Vision of Louis Riel für Chor und Klavier, 1969
- Trio für Violine, Klavier und Cello, 1970
- Una Partitura di Maniere für Flöte, Oboe und Fagott, 1972
- Changes für Violine solo, 1973
- "Quelle Chance" (Text von Hédi Bouraroui) für Sopran und Klavier, 1973
- "The Long March" (Text von Mao Zedong) für Sopran, Klavier und Tonband, 1974
- Low Music für Tuba solo, 1974
- Celebration Music für Holzbläserquintett, 1975
- The Amnesty Rag für Klavier, 1976
- Fantasy für Fagott und Klavier, 1976
- Mora con amore für zwei Bratschen, 1978
- Tango für Klavier, 1985
- Quartet für Klarinette, Violine, Cello und Klavier, 1985
- Duo für zwei Violinen, 1987
- The First Booke of Errors. Pieces for fairly adept recorder players and their friends, 1988–89
- Three Meditations on Prince William Sound für Streichorchester, 1990
- Three Versions für Oboe und Klavier, 1992
- Prelude and Fugue für Cello solo, 1992
- Oseh Shalom Bimromah. In memoriam Alan Lessem für zwei Klavier 1992
- Three Symphonies für drei Klarinetten, 1995
- Chaconne für Klarinette solo, 1996
- Three Sonnets of Krats für Chor a cappella, 1996
- Nocturno für Flöte, Violine, Cello und Klavier, 1997
- Musica Aguda (High Music), Sonatine für Piccoloflöte solo, Helen Wolf gewidmet, 1997
- Solos für Alt- und Sopransaxophon, 1997
- Trios for mixed saxophones, 1997
- Three Poems of Al Purdy für Bass und Klavier, 1997
- Prelude, Sonata and Song für Streichquartett, 1998
- The Four Tenors für Bassklarinette, Marimba, Gitarre und Cello, Newton Carniero gewidmet, 1998
- Three Small Numbers für Streichquartett, 1998
- Three Songs on Poems by Robert Graves für Countertenor und Klavier, 1998
- Voice Mail. Suite of Thirteen Pieces für Klavier, 1999
- Grandfather’s Song für Akkordeon und verfügbare Instrumente, 1999
- Generic Variations für Violine und Klavier, Gene Phillips gewidmet, 1999
- Triptych: Prelude, Collage and Chorale, in memoriam Naomi Helen Cumming für Violine/Viola solo, 1999
- Hermadad für Männerstimmen, 1999
- Little Study (for Flute and Piano) of Love, Nostalgia and Vain Regret, 2000
- Fifteen Reinventions: Covers and Commentaries on the Fifteen Two-part Inventions of J.S.Bach für Violine und Cello, 2000
- Polar Dawn 2000 für Flöte, Gitarre, Cello und synthetisierten Soundtrack, 2000
- Phases of Courtship I: Antics für Violine, Klavier, Cello, Klarinette und Bassklarinette, 2000
- Remembering Minor Dreaming of Major für Violine und Klavier, 2001
- Phases of Courtship II: The Spells of Decorum für Viola und Klavier, 2002
- Arrangement of J.S. Bach, O Lamm Gottes, unschuldig für Urhu, Pipa und Yangking, 2002
- Sonatas with no Style für Klavier, 2003
- Trinkets für Klarinette und Klavier, 2003
- Slow Song in Memory of the Lost Olive Groves für Flöte, Viola und Klavier, 2003
- Three Counterpoints für Violine, Viola und Gitarre, 2004
- Light Frost für mittlere Stimme und Klavier (Texte von Robert Frost), 2004
- Three Songs to Poems of Di Brandt für mittlere Stimme und Klavier, 2004
- The Hill Wife für mittlere Stimme, Klarinette und Klavier (nach dem Gedichtzyklus von Robert Frost), 2004–05
- Fibonacci Tunes for Jim (James Tenney in Memoriam) für Klavier, 2006
- Ghazal für Orchester, 2006
- Another Turn--Memory, Solitude and Affirmation: A Musical Term Paper en homage à Edward W. Said für Klavier, Flöte, Altsaxophon, Posaune und Kontrabass, 2007